# Ellen Rankin Copp

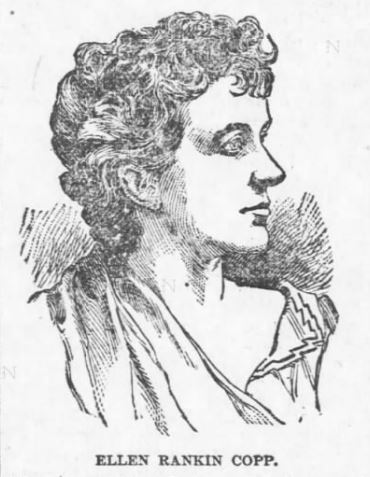
Porträtzeichnung von Ellen Rankin Copp in einem Zeitungsartikel (1892)

Ellen Rankin Copp, auch Ellen Houser Rankin oder Helen Houser Rankin (* 4. August 1853 in Atlanta, Illinois; † 8. August 1901 in Chicago, Illinois) war eine US-amerikanische Bildhauerin und gehörte zur Künstlerinnengruppe White Rabbits. Ihre Skulpturen wurden 1893 bei der Weltausstellung World’s Columbian Exposition (auch The Chicago World’s Fair) in Chicago ausgestellt.

## Biografie

### Frühe Jahre
Ellen (auch Helen) Houser Rankin wurde Anfang August 1853 in Atlanta als Tochter von Andrew Campbell Rankin (1828–1902) und Susanna Roush Houser Rankin (1829–1914) geboren. Ihr Vater war Arzt und hatte als Militärchirurg im amerikanischen Sezessionskrieg gedient. Ihre Großeltern Jean Lowry Rankin (1795–1878) und John Rankin (1793–1886) waren bekannte Abolitionisten und Fluchthelfer im Untergrundnetzwerk Underground Railroad in Ohio.
Ellen Rankin besuchte öffentliche Schulen in Loda (Illinois), wohin ihre Familie gezogen war, als sie fünf Jahre alt war. Bereits in ihrer Kindheit träumte sie davon, Künstlerin zu werden. Sie begann im Alter von 36 Jahren als verheiratete Frau mit einer Ausbildung an der Kunsthochschule Art Institute of Chicago. Dort studierte sie bei dem Bildhauer Lorado Taft und gehörte zu einer Gruppe seiner Assistentinnen, die White Rabbits genannt wurden.

### Karriere

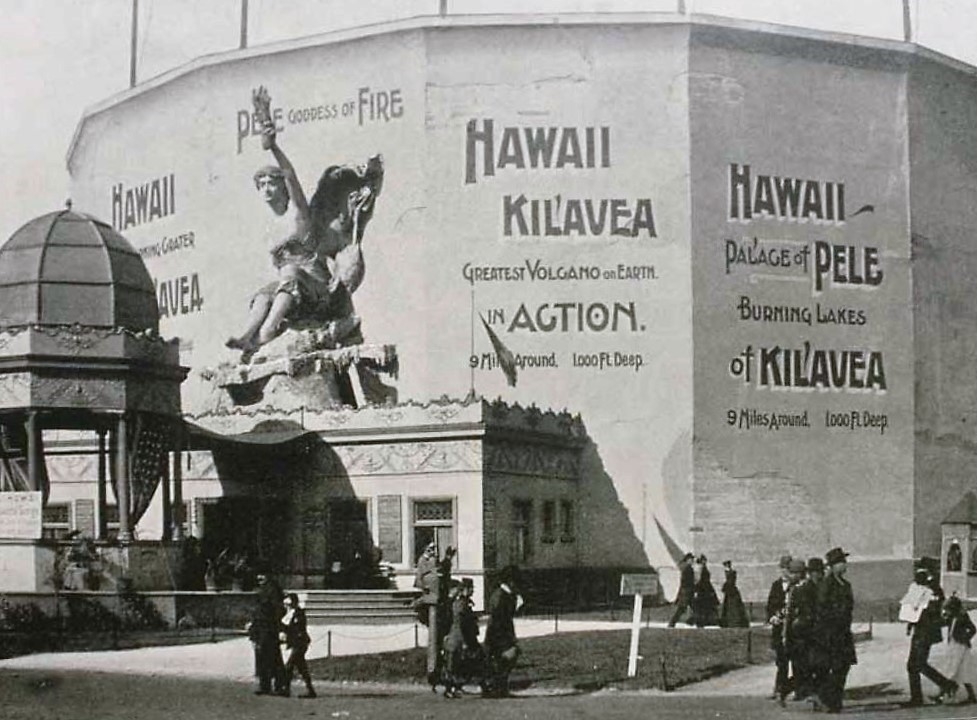
Ellen Rankin Copps Statue der Feuergöttin Pele über dem Eingang des Hawaiian Buildings auf der Weltausstellung in Chicago 1893

Ellen Rankin Copp war die erste Frau in Chicago, die professionell als Bildhauerin arbeitete. Im Jahr gewann 1890 sie die erste Medaille für Bildhauerei, die vom Art Institute of Chicago vergeben wurde.
Für zwei Gebäude, die eigens für die Chicagoer Weltausstellung 1893 errichtet wurden, schuf sie zwei große Skulpturen als Auftragsarbeiten.
Die allegorische Figur Maternity (Mutterschaft) entstand nach einem Entwurf ihrer Kollegin Julia Bracken Wendt für das Illinois Building, ein Ausstellungshaus, das den Bundesstaat Illinois auf der Weltausstellung repräsentieren sollte. Die zweite Skulptur Pele, eine 24 Fuß hohe Statue der hawaiianischen Feuergöttin Pele, befand sich über dem Eingangsbereich des Hawaii Buildings; sie wurde als „die größte je von einer Frau geschaffene Statue“ beworben. Vier weitere Arbeiten Rankin Copps wurden auf der Weltausstellung gezeigt: Ein Relief-Porträt der Schriftstellerin Harriet Monroe aus Bronze wurde im Fine Arts Palace ausgestellt; ein weiteres Relief-Porträt von Bertha Honoré Palmer im Library of the Women’s Room und zwei kleinere Arbeiten im Illinois Building.
Nach der Weltausstellung ging Rankin Copp 1894 mit ihrem 1878 geborenen Sohn Hugh nach Europa, um ihre künstlerische Ausbildung in München fortzusetzen; dort stellte sie im Jahr 1895 ihre Skulptur Strength of Nations aus. In dieser Zeit begann sie, wieder ihren Mädchennamen zu benutzen.

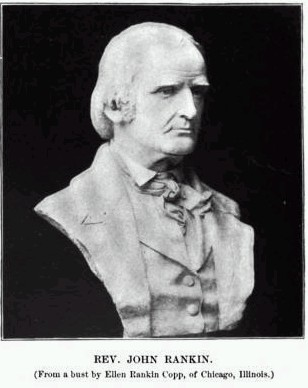
Porträt-Büste ihres Großvaters, Reverend John Rankin (1793–1886)

Rankin Copp fertigte verschiedene Porträt-Büsten prominenter Chicagoer Persönlichkeiten an. Zu ihren bekannten Arbeiten zählt auch die Büste ihres Großvaters, des Presbyterianers und Antisklaverei-Aktivisten Reverend John Rankin, der viele Jahrzehnte in Ripley (Ohio) lebte und wirkte. Im Jahr 1896 reichte sie einen ambitionierten Entwurf für ein Kriegsdenkmal in Texas ein, der jedoch nicht verwirklicht wurde.

### Persönliches

Ellen Rankin Copp und ihr Sohn Hugh in einer Publikation aus dem Jahr 1893

Ellen Houser Rankin heiratete William H. Copp am 14. Januar 1874. Das Ehepaar hatte fünf Söhne, von denen vier im Kleinkindalter starben. Nachdem die Künstlerin 1894 ihren Ehemann in den Vereinigten Staaten zurückgelassen und den einzigen Sohn mit nach Europa genommen hatte, griff William Copp, zornig und verzweifelt über die Trennung und über seine eigene Arbeitslosigkeit, im Jahr 1897 Ellens Eltern und Schwester mit einem Rasiermesser und einem Revolver an. Dabei wurden mehrere Personen verletzt und William Copp wurde angeschossen.
Ihr Sohn Hugh Dearborn Copp (1878–1956) nannte sich nach der Trennung seiner Eltern Hugh Doak Rankin. Er wurde ebenfalls Künstler und machte sich einen Namen als Illustrator von Science-Fiction-Literatur.
Ellen Rankin Copp starb am 8. August 1901 wenige Tage nach Vollendung ihres 48. Lebensjahres in Chicago. Sie wurde in ihrer Geburtsstadt Atlanta (Illinois) auf dem Atlanta Cemetery begraben.